# Nikita Romanovič
Nikita Romanovič (rus. Никита Романович), poznat i kao Nikita Romanovič Zakharin-Jurjev (?, oko 1522. - ?, 23. travnja 1586.), ruski boljar i djed ruskog cara Mihajla I. Fjodoroviča, začetnika ruske carske dinastije Romanov.
Bio je sin boljara Romana Jurjeviča Zakharin-Koškina († 1543.) i Uliane Ivanovne († 1579.) te brat ruske kraljice Anastasije Romanovne koja se udala za cara Ivana IV. Groznog. Nikita se pojavio u povijesnim izvorima 1547. godine, vezano uz vjenčanje njegove kćeri i ruskog cara. Sudjelovao je s Ivanom IV. u neuspješnom pohodu na Kazanjski Kanat 1547. i 1548. godine. Godine 1566., nakon smrti brata Daniela Romanoviča, imenovan je za guvernera Tvera.
Godine 1572. sudjelovao je u zimskom vojnom pohodu protiv Novgoroda i Šveđana. Ivan IV. ostavio je prije smrti 1584. godine dvojicu svojih sinova, Fjodora i Dimitrija pod zaštitu njihova ujaka Nikite Romanoviča, koji je predvodio regentstvo do kasne 1584. godine.

## Brak i potomstvo
Nikita Romanovič se ženio dvaput. S prvom suprugom, princezom Varvarom Ivanovnom Khovrina-Golovina († 1556.) iz bočne loze Rjurikoviča, imao je dvije kćeri; Anu († 1585.) i Eufimiju († 1602.). S drugom suprugom, princezom Eudokijom Aleksandrovnom Gorbataya-Shuyskaya († 1581.), također iz bočne loze Rjurikoviča, imao je jedanaestero djece, među kojima i Fjodora Nikitiča Romanova, oca budućeg cara Mihajla I. Fjodoroviča.